# Edificio Conmemorativo a los Veteranos de Guerra de San Diego-Parque Balboa
Edificio Conmemorativo a los Veteranos de Guerra de San Diego-Parque Balboa (en inglés: San Diego Veterans' War Memorial Building-Balboa Park) es un edificio histórico ubicado en San Diego, California.  Edificio Conmemorativo a los Veteranos de Guerra de San Diego-Parque Balboa se encuentra inscrito  en el Registro Nacional de Lugares Históricos desde el 28 de septiembre de 2000. 

## Ubicación
Edificio Conmemorativo a los Veteranos de Guerra de San Diego-Parque Balboa se encuentra dentro del condado de San Diego en las coordenadas 32°44′19″N 117°08′50″O / 32.738611, -117.147222.